# پراسپکت‌هیل (کارولینای شمالی)
پراسپکت‌هیل (به انگلیسی: Prospect Hill) یک منطقهٔ مسکونی در ایالات متحده آمریکا است که در شهرستان کسول، کارولینای شمالی واقع شده‌است.